# 4540 Oriani
4540 Oriani è un asteroide della fascia principale del diametro medio di circa 16,5 km. Scoperto nel 1988, presenta un'orbita caratterizzata da un semiasse maggiore pari a 2,6688284 UA e da un'eccentricità di 0,1731700, inclinata di 6,36257° rispetto all'eclittica.
L'asteroide è dedicato all'astronomo italiano Barnaba Oriani.